# Folke

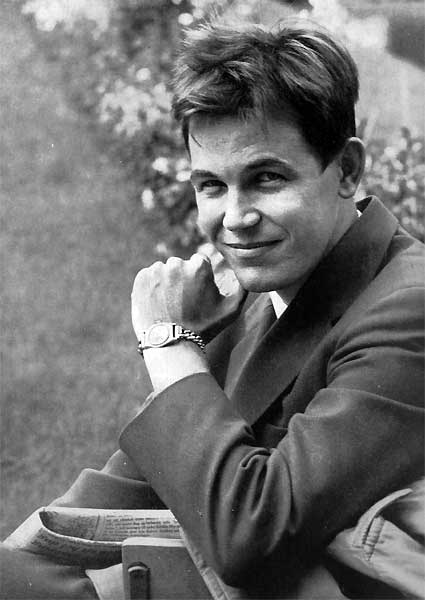
Folke Isaksson, 1960.

Mansnamnet Folke är ett gammalt nordiskt namn med betydelsen hövding.
Bjälboätten kallades ursprungligen för folkungar efter sin mytiske anfader Folke Filbyter.
I de äldre generationerna är Folke ett mycket vanligt förnamn, bland män födda under de tre första årtiondena av 1900-talet är det sannolikt ett av de 50 vanligaste. Bland yngre personer är namnet relativt ovanligt.
31 december 2019 fanns det totalt 17 399 personer i Sverige med namnet, varav 3 796 med det som tilltalsnamn.
År 2019 fick 146 pojkar namnet som tilltalsnamn.
Folke är också ett efternamn. Den 31 december 2019 fanns det 389 personer i Sverige med detta efternamn.
Namnsdag: 14 juli. I den finlandssvenska namnsdagslängden har Folke namnsdag 27 januari sedan 1929, då en egen namnsdagskalender togs i bruk för finlandssvenskar.

## Personer med förnamnet Folke
- Carl XVI Gustaf Folke Hubertus (Bernadotte)
- Folke Abenius (1933–2014), operaregissör, operachef, sångpedagog
- Folke Alin, pianist
- Folke Alnevik, friidrottare
- Folke Andersson (skulptör)
- Folke Andersson (sångare)
- Folke Bengtsson ("Totte"), ishockeyspelare
- Folke Bengtsson (målare) (född 1948), målare
- Folke Bensow (1886–1971), arkitekt och formgivare
- Folke Bernadotte (1895–1948), officer, rödakorsledare och diplomat
- Folke Birgersson (Bjälboätten) (död 1210)
- Folke Bohlin (född 1931), musikvetare och dirigent
- Folke Bohlin (seglare), OS-guld 1956
- Folke Eng (1914–1993), skådespelare och musiker
- Folke Erbo (1907–1991), radioproducent
- Folke Filbyter, mytisk stamfar till Bjälboätten
- Folke Frölén, svensk ryttare, OS-guld 1952
- Folke Isaksson (1927–2013), författare
- Folke "Pytta" Jansson, friidrottare
- Folke Knutsson, röntgenläkare och professor
- Folke Mellvig (1913–1994), författare och manusförfattare
- Folke A. Nettelblad (född 1958), skribent, läroboksförfattare och översättare
- Folke Olhagen (1922–1991), radio- och tv-journalist
- Folke Rabe (1935–2017), tonsättare, jazz- och kammarmusiker, programledare i radio
- Folke Rydbo, ämbetsman, generaldirektör
- Folke Rydén (född 1958), författare och filmare
- Folke Sandgren, biblioteksman
- Folke Sundquist, skådespelare
- Folke Thunborg, politiker (S), landshövding
- Folke H. Törnblom, musikskriftställare, författare
- Folke Wickström, åländsk arkitekt
- Folke Zettervall (1862–1955), arkitekt
- Folke den tjocke (tidiga 1100-talet), storman
- Folke (gatukonstnär),  svensk gatukonstnär, klottrare och författare

## Personer med Folke som efternamn
- Birger Folke (1936–2020), tennisspelare, expertkommentator på TV-kanalen Eurosport
- Carl Folke (född 1955), ekolog, professor
- Erik Folke (1862–1939), missionär, översättare och författare
- Gösta Folke (1913–2008), skådespelare, regissör och teaterchef
- Harald Folke, flera personer
  - Harald Folke (företagsledare) (1896–1979), försäkringsman
  - Harald Folke (militär) (1915–1999), överstelöjtnant
- Ingemar Folke (född 1946), advokat

## Fiktiva
- Folke Fiskmås – karaktär i Kalle Ankas universum